# 重庆城墙
重庆城墙是位于重庆市渝中区渝中半岛上的城墙，始建于春秋战国时期张仪所筑江州城，后经三国李严、南宋彭大雅、明朝戴鼎三次大建，清朝亦有多次补筑，但变化不大。重庆城墙依山而建，利用了江岸边高十余米甚至几十米的悬崖峭壁或陡坡，墙体与山体多连为一体。明朝城墙有17门，包含9座开门、8座闭门（修建时有楼无门或有门但被完全堵塞的门），全长8720米，但半数于民国时期从1922年起因交通需要被拆毁，现存开门3座、闭门1座、城墙4364米和清朝炮台1座。
1987年城墙的东水门、通远门段被列入四川省重庆市级重庆市文物保护单位初定名单，1992年被正式列为重庆市文物保护单位；重庆市直辖后，于2000年再次被列为省级重庆市文物保护单位，2013年作为重庆古城墙的一部分列入中国第七批全国重点文物保护单位，2019年城墙太平门至人和门段城垣也被列入重庆市文物保护单位，现还设有重庆古城墙遗址传统风貌带。

## 历史

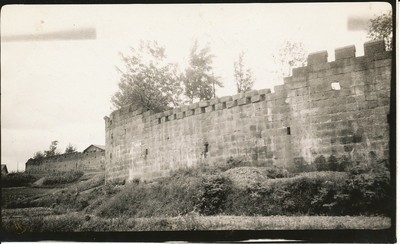
20世纪40年代的重庆城墙

### 修筑
重庆的城墙经过了战国张仪、三国李严、南宋彭大雅、明朝戴鼎四次大规模地修筑，后清朝亦有多次补筑。

#### 春秋战国时期
公元前11世纪，周朝周武王封巴国，春秋时期巴人入峡建都，《华阳国志·巴志》载：“巴子时，虽都江州或治垫江或治平都”，此为重庆筑城最早的记录，《水经注》亦曰：“江州县，故巴子之都也”:3。周慎靓王五年（前316年）秦灭巴国，设巴郡，郡治江州，张仪在巴子城基础上补筑江州城，有“仪城江州”之说，彼时城的范围大致为朝天门至后来的巴县衙门一带，面积不到2平方公里。

#### 三国时期
东汉时期，江州城一度迁至北府城（今江北嘴），后迁回渝中半岛，蜀汉建兴四年（226年），江州都护李严留镇永安（今白帝城）专事防吴后自永安还江州，是年又修筑江州大城，此时修筑土城墙，周回十六里，范围扩大到大梁子、小梁子和较场口一带，设苍龙、白虎共2座城门。除周回十六里外，《华阳国志》载大城“欲穿城后山（今渝中区鹅岭鹅项颈），自汶江（今长江）通水入巴江（今嘉陵江），使城为洲”，即希望挖开渝中鹅岭，打通江水形成护城河，不过因丞相诸葛亮不许而未成，但奠定了重庆城的布局基础。

#### 南宋时期
南宋端平三年（1236年）蒙古大军攻入四川，南宋嘉熙三年（1239年），彭大雅为四川安抚制置副使兼知重庆，为抵抗蒙古入侵，彭大雅抢筑重庆城，改土墙为石基砖墙，城池拓宽到较场口、临江门一带，并于城西南设一字城以加强长江沿线及西部陆路防御，至次年建设完毕初，此时至少已设有洪崖、千厮、太平、薰风、镇西共5座城门（一说仅四门，又说九门），彭大雅亦命人在四门立大石，上刻“大宋嘉熙庚子，制臣彭大雅城渝为蜀根本”等字。
南宋淳祐元年（1241年），蒙军再度入蜀并攻下川中重地遂宁、泸州二府，次年工部侍郎、四川宣谕使余玠补筑城墙，并在防蜀之战中成为川渝山城防御体系的指挥中心。近代亦在古巴县衙门老鼓楼和望龙门附近出土过余玠补筑重庆城墙的纪年砖，即淳祐乙巳（1245年）东（西）窑城砖。

#### 明朝时期
明洪武六年（1373年）重庆府卫指挥使戴鼎在旧城基础上重修城墙并局部有所扩大，清乾隆《巴县志》记载其“高十丈，周二千六百六十丈七尺，环江为池，门十七，九开八闭，像九宫八卦。朝天门、东水门、太平门、储奇门、金紫门、南纪门、通远门、临江门、千厮门为九开门。翠微门、金汤门、人和门、凤凰门、太安门、定远门、洪崖门、西水门为八闭门”。明末时，农民军张献忠进攻重庆城，用炸药炸毁了城西通远门附近的一段城墙。

#### 清朝时期
重庆城墙于清康熙二年（1663年）由四川总督李国英主持进行了补筑，四十七年（1708年），重庆知府陈邦器亦对城墙进行了修补；至乾隆年间，重庆城墙的布局和城门的名称基本固定，并于乾隆二十五年（1760年）由四川总督曾开泰下令再次修补，五十三年（1788年），巴县衙门还对东水门至元通寺部分的矮墙进行了增高；咸丰二年（1852年）重庆知府鄂惠重修城墙，九年（1859年）川东道王廷植复再次重修；同治九年（1870年）川东道、重庆府、巴县衙门三级官府还共同对城墙进行了补修。

### 拆毁
1890年英国通过与清政府签订《烟台条约续增专条》，重庆开埠，开始近代化、城市化进程，其中重庆城墙主要于民国时期拆毁。1922年杨森为重庆商埠督办，为发展城廓交通主拆临江门，其是第一座被拆除的城门:194；1927年，重庆市政府为扩大港口作业范围，至1935年期间又先后拆除朝天门、千厮门、太平门、金紫门、储奇门、南纪门等城门和城墙，建筑码头梯道，改自然坡岸为石梯道路:154；1932年定远门因兴修七星岗至朝天门的中城经路而拆毁；1935年因需要加强渝中与南岸龙门浩地区的联系，拆除太安门城门。20世纪30年代因火灾、城市建设和交通需要，重庆大户绅粮集资捐款曾于在千厮门与洪崖门之间开挖城墙、修城楼，名“新城门”，不过后随城墙整体拆除而拆除:749。
重庆解放后，1990年凤凰门因修建基础设施被拆除，是最后一个被拆除的城门；1998年修朝天门广场，朝天门东侧城墙完全拆毁；进入21世纪后，2015年修建重庆来福士广场，开挖出宋墙，但期间仍有疑似开挖出城墙被破坏的现象。

## 布局

### 城墙

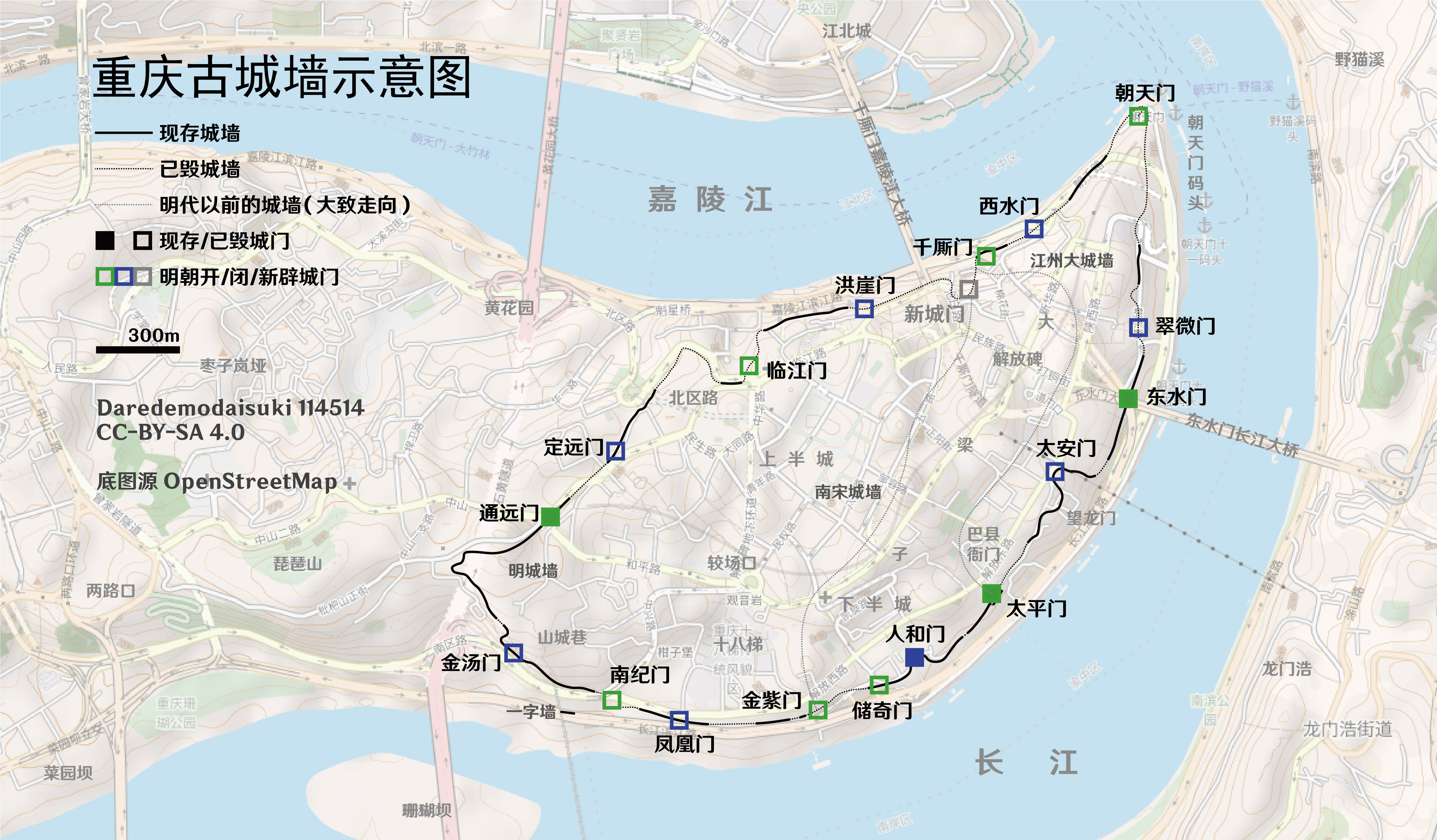
重庆古城墙示意图

重庆作为山城，南宋城墙在规划布局上“踞山围城，依江为壕”，明代城垣在宋代城垣基础上“低者垒高，曲者补直”，城墙依照渝中半岛西高东低、两江环抱的特点构筑，东西最大高差达155米，墙体为夯土甃石结构，多不设内墙，直接在江岸边高十余米甚至几十米的悬崖峭壁或陡坡上修筑，与山体连成一体，城墙墙顶即为顺城街道，内侧与其他街道基本齐平，仅外侧有一定高度的堡坎，因此大多数城墙非墙，而是壁。
重庆城墙走向大体呈一个等腰三角形，两腰临江，形状似龟，龟首在朝天门，尾在通远门，《巴县志》描述城墙“高十丈，周二千六百六十丈七尺”，1929年2月重庆市勘测院测绘的《重庆市区地形图》中标注了重庆明城墙和九开八闭城门，通过其可准确算出彼时重庆明城墙长度为7722米，现认为明清城墙长约8720米。
城墙内根据地势高低又可分为“上半城”和“下半城”。下半城位于长江江岸以北、中部山脊线南坡的坝子上，包括南纪门和朝天门，还包括城外的菜园坝。

### 城门

#### 明代以前的城门
蜀汉李严的大城有苍龙（东）、白虎（西）共2座城门，但彼时史料未详细叙述，其中按照彼时城池方位，朝天门一带正好位于其东方苍龙之位，故重庆市文化遗产研究院认为苍龙门即后来的朝天门。
宋城被认为至少有洪崖、千厮、太平、薰风、镇西共5座城门。南宋彭大雅筑城在宋末的邵桂子的私家笔记《雪舟胜语》中有记载，但其指出仅有四门，元人吴莱《三朝野史》亦记四门，董其祥《重庆古城考》记南宋城有薰风门（南）、千斯门（东）、洪崖门（北）、镇西门（西），未提及太平门，多数学者肯定四门观点；但依据《新元史·汪世显传》《新元史·石抹按只传》《宋史·忠义传》的零星记叙中至少提及到南宋彭大雅城有洪崖、千厮、太平、薰风、镇西共5座城门:20，《永乐大典》引《绍庆志》更载宋城还有金汤门，后期文献《明太祖实录》《平夏录》《国朝典汇》《明史纪事本末》等记载明代以前亦有朝天门、通远门、南纪门3座门号，故也有学者认为宋城有九门。但上述城门的开闭关系以及上述门号之间、与明城十七门的演化关系尚有争议，现有史料可以倒推至元朝有5座开门，但因不确定元朝重庆是否筑城活动，尚不知更早的南宋的城门的具体数目。
| 门号   | 开闭 | 后续的演化     |
| ------ | ---- | -------------- |
| 太平门 | 开   |                |
| 千厮门 | 开   |                |
| 洪崖门 | 闭   |                |
| 镇西门 | 开   | 通远门         |
| 薰风门 | 开   | 朝天门或南纪门 |
| 金汤门 | 闭   |                |

#### 明代城门
明代重庆城明确记载有17座城门，分为开门9座（朝天门、东水门、太平门、储奇门、金紫门、南纪门、通远门、临江门、千厮门）、闭门8座（翠微门、金汤门、人和门、凤凰门、太安门、定远门、洪崖门、西水门），此后重庆城门几乎未再改动，重庆的相邻开门间除储奇、金紫门外均间隔闭门。按照重庆城的规模，重庆城墙并不需要如此多的城门，此被认为是修筑者戴鼎讲究“九宫八卦”的风水，寓意“金城汤池”，也说单纯因为地形复杂交通需要而开如此多的门。

##### 开门
常年敞开，是真正的城门，多为交通用途，但也有各自的功用:31，开门除东水门、金紫门外均有瓮城，一般设于主城侧面。没有瓮城的城门，城门名直接横书于城门顶上；有瓮城的城门，名横书于瓮城门上，主城门另横书四字:32。
- 朝天门：十七门中最重要的门，现代被认为是重庆第一门，位于城墙东北角、长江和嘉陵江汇合处，实际面向北面长江，其瓮城城门上书“朝天门”三字，正门书“古渝雄关”四字。旧时朝天门门内为接圣街（今新华路[註 3]），可以通达上下半城，门外有轮渡过嘉陵江至江北[2][4]:32，在清《渝城图》中朝天门前后共有3道门，两侧建有码头和梯步[28]，是17座城门中规模最大的一座城门，其名可能得于宋代，南宋时期钦差常自长江经该城门传来圣旨，故名，元代成都至江陵水道上的重庆朝天水驿之名亦得于此[23]。被认为是蜀汉时期的苍龙门[23]，后明代又建[2]，1891年，重庆开埠，于朝天门设海关[23]，1927年3月城门拆除[2]，1949年重庆发生“9·2”火灾，朝天门周边区域被毁，城门区域仅剩下城基墙垣[28]。1998年重庆于朝天门修广场，重建一门洞，是年底建成投用，门上书“朝天门”红色大字，下为128步的护岸阶梯，2020年5月，重庆印发《两江四岸核心区整体提升实施方案》，将改造朝天门区域，2021年5月30日新门洞开始拆除，后续计划重建一个更加复古的城门[9][29]。
- 东水门：位于重庆城正东，靠近长江，城门北开，有石卷顶城门洞，无瓮城[24]，从1902年前，英国人阿绮波德·立德夫人拍摄的此门照片看，此门城垛高大雄伟，门楼有二重檐歇山顶，木结构抬梁式梁架，正脊中塑有亮丽的宝瓶，脊两端高翘鸱尾，楼面飞檐，檐下四角支雕花撑拱，十分典雅[2]，城门因临东去的长江得名[30]:18。建于明洪武初年[2]，现存较好，上部为现代修补[3]。
- 太平门：旧时的重庆第一门，位于城东南方，靠近长江，朝天水驿所在，瓮城面向西南，上书“拥卫蜀东”四个大字。旧时门内是城区太平坊，为彼时重庆府署和巴县官府衙门所在、全城的政治中心，此处亦有一座鼓楼，内有铜壶滴漏，有人敲钟向全城报时，门外有接收各地水运来木材的码头，为木材商人聚集之地，亦可渡江往贵州和湖南西部，称为重庆的“东南路”，重庆开埠后外国商船也常停于此，餐饮业发达，“太平”含祈祷水运平安之含义[30]:15, 18[24][31][32]:568。始建于南宋，后毁，明代复建[2]，1927年《重庆商埠月刊》第7期记载其被拆毁[33]；1990年志书称埋藏于马路之下，露出地表最宽处2.89米，最高处0.66米[34]:115；2013年被挖掘出瓮城城门[27]，现时太平门码头还有部分石阶尚存[24]。
- 储奇门：位于重庆城正南方，靠近长江，连接重庆上下半城，瓮城向西，旧时是山货药材聚集地，西南各地进贡给皇帝的奇珍异宝也要在这里停留后再转运进京[30]:15[24]，“储奇”寓意城市富足昌盛[30]:18。明初建[2]，1935年建码头拆除[9]，现无存[35]。
- 金紫门：位于城南，靠近长江，现解放西路小学西侧，此地附近修建有32层的金紫门大厦，城门无瓮城，得名于旧时附近重庆金银库“金紫寺”[25]，意“金印紫授”，但一度被误传为“金子门”[14]，旧时门外为水果市场，也是柑橘船集中停靠的地方。明初建[2]，近代因修缆车拆除，遗址无存[24][30]:15[註 2]。
- 南纪门：位于城南下半城西端，靠近长江，现中兴路渝中区法院附近，为水陆两通之门，瓮城门向西，门额上书“南纪门”，正门朝南，上书“南屏拥翠”[36][4]:33-34，城门名称起于《诗经·小雅·四月》“滔滔江汉，南国之纪”[36]，寓意希望江水纪理众川不使之溃散[30]:18。旧时经南纪门可上山至凤凰梯至鹅公岩，亦可沿江向西行进，此门外有接官厅的城门，还有南纪门码头，用于接纳长江上游来的船只送来粮食、蔬菜、瓜果、木柴和其他农副产品[36]，并有重庆旧城重要的菜市场，此区域被称重庆人民的“菜篮子”[37]，亦是木材和屠宰行业集中地[4]:33-34。南纪门可能建于宋代[2]，1935年因修建南区干道而拆毁[36][38]，2013年报纸称无存，为民居[35]；2017年被重庆地理地图爱好者群的网友在南纪门立交下发现疑似瓮城券顶[37]，但后经论证为清末官道旱桥桥拱，原南纪门距此约200米[36]。
- 通远门：位于三面环水的重庆城唯一临陆的西侧、重庆城正西方，现七星岗所在地，又称“西门”[30]:18[35]，是陆地入城最后一道军事屏障，古为兵家必争之地，明崇祯十七年（1644 年）张献忠、1911年“复汉灭满”的革命军等从均此门攻入重庆城，1927年的“3·31惨案”亦发生于此[2]。通远门瓮城城门上原书“克壮千秋”四字，因年代久远已风化消失，近年修复通远门时，在正门上改刻“通远门”三字，瓮城向北；城门尚原有重檐歇山顶门楼已毁，后重修[2]。通远门旧时是通向成都等远方各地的起点，故名。旧时重庆城内人出殡需过此门，门外一度形成乱葬岗[30]:18[35]。城门至今保存较好，两侧还留有城墙[2]，建有远门城墙遗址公园[35]。
- 临江门：位于城北靠西，瓮城城门向北，是重庆城门中唯一的正向瓮城，上书“江流砥柱”四字，可沿嘉陵江南岸通陆至合川，但所通的山路崎岖[4]:35。临江门曾是守城要塞之一[35]，后门外成为为石灰、柴炭、面粉聚集地[30]:15。明代建[2]，1922年因发展城廓交通被拆除，是第一座被拆除的城门[10]:194，现无存[35]，不过也说其埋于通衢大道下[39]:118。
- 千厮门：位于城北靠东，靠近嘉陵江，瓮城城门向西，上书“千厮■■”四字[4]:35，《诗经》中有“千斯仓”“万斯仓”，此名寓意城门内外千仓万仓、丰收满仓[30]:18。旧时门外沿江排列有正、贺家、王家、水、炭、纸、盐码头，棉花、牛羊皮等大宗货物由此入城[4]:35，此处也是花纱、盐纸的聚集地[30]:15。建于宋代[2]，1930年被拆除[9]。

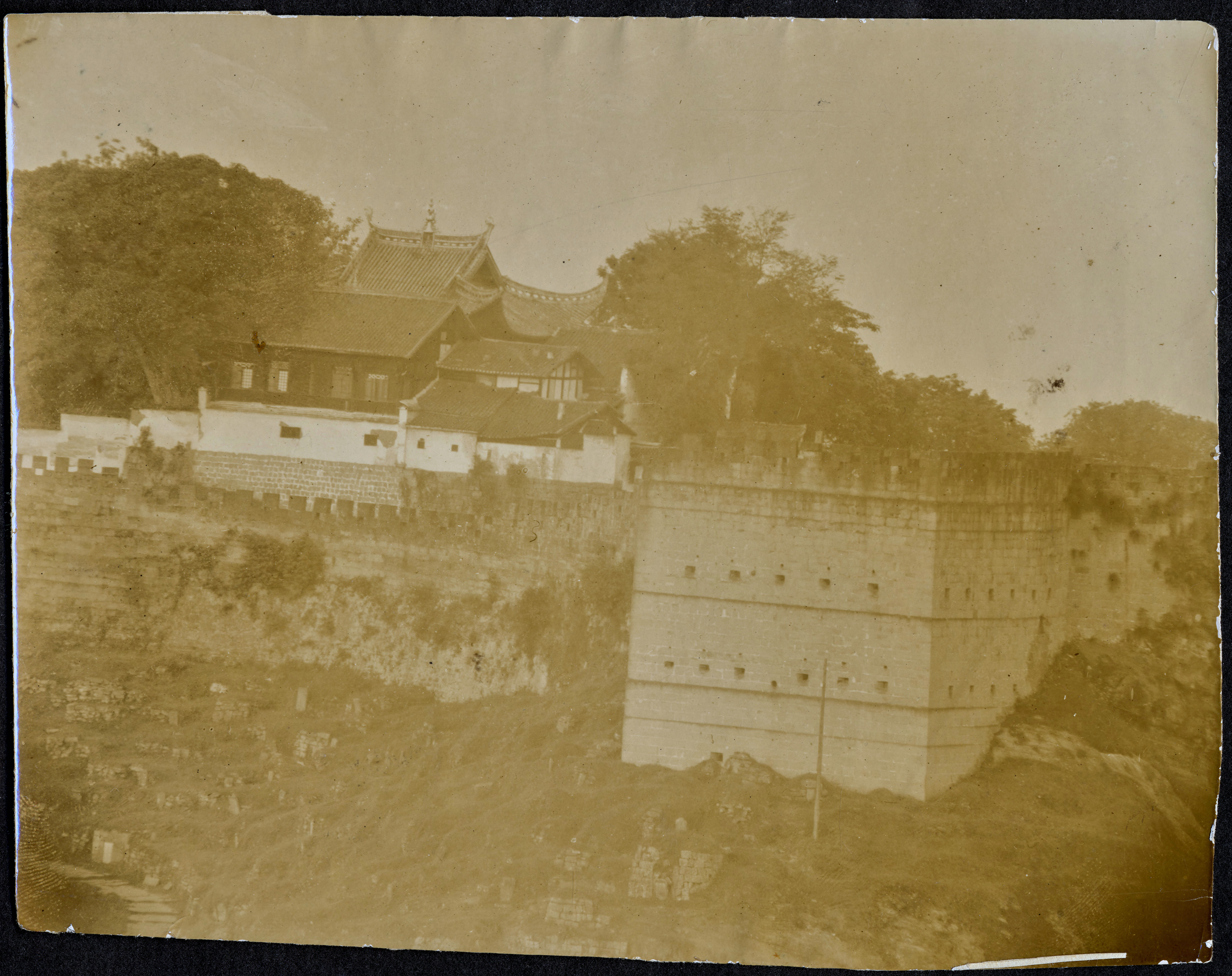
通远门外的城垛和炮台
原通远门瓮城
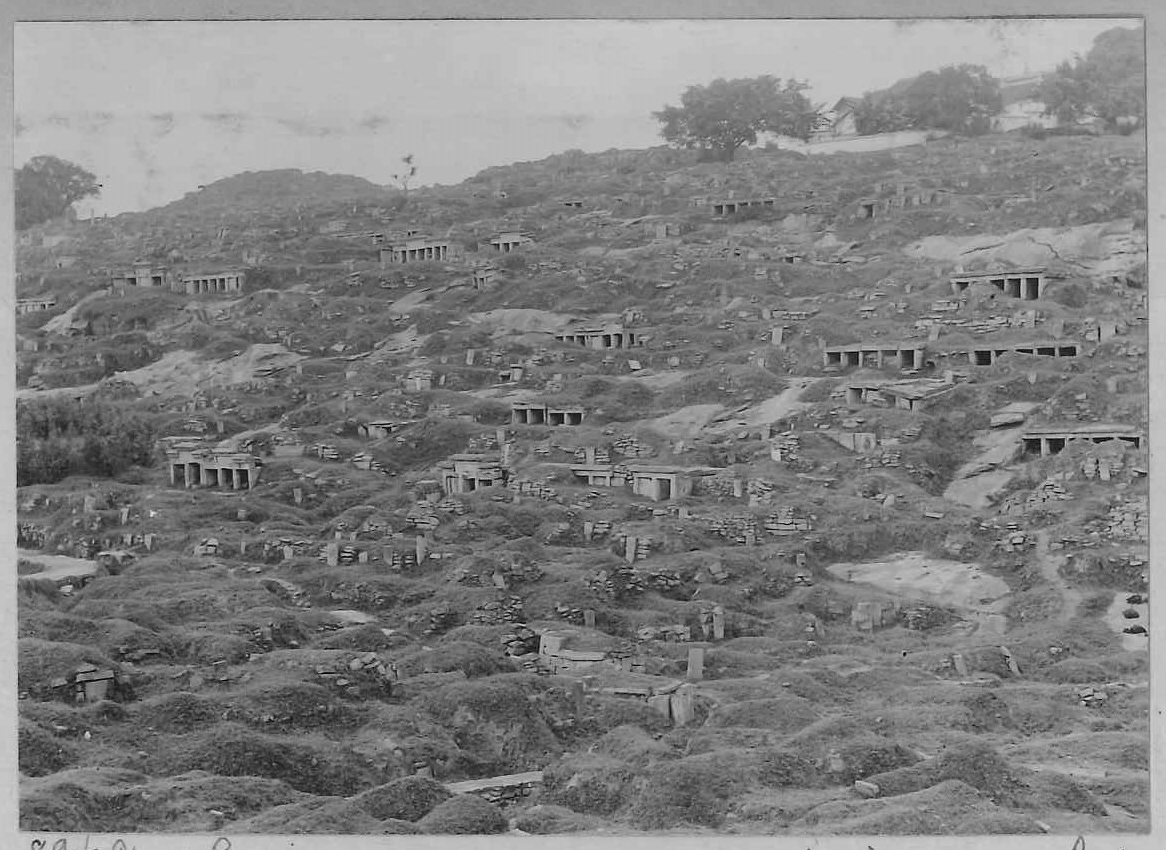
原通远门外的墓地
20世纪的朝天门
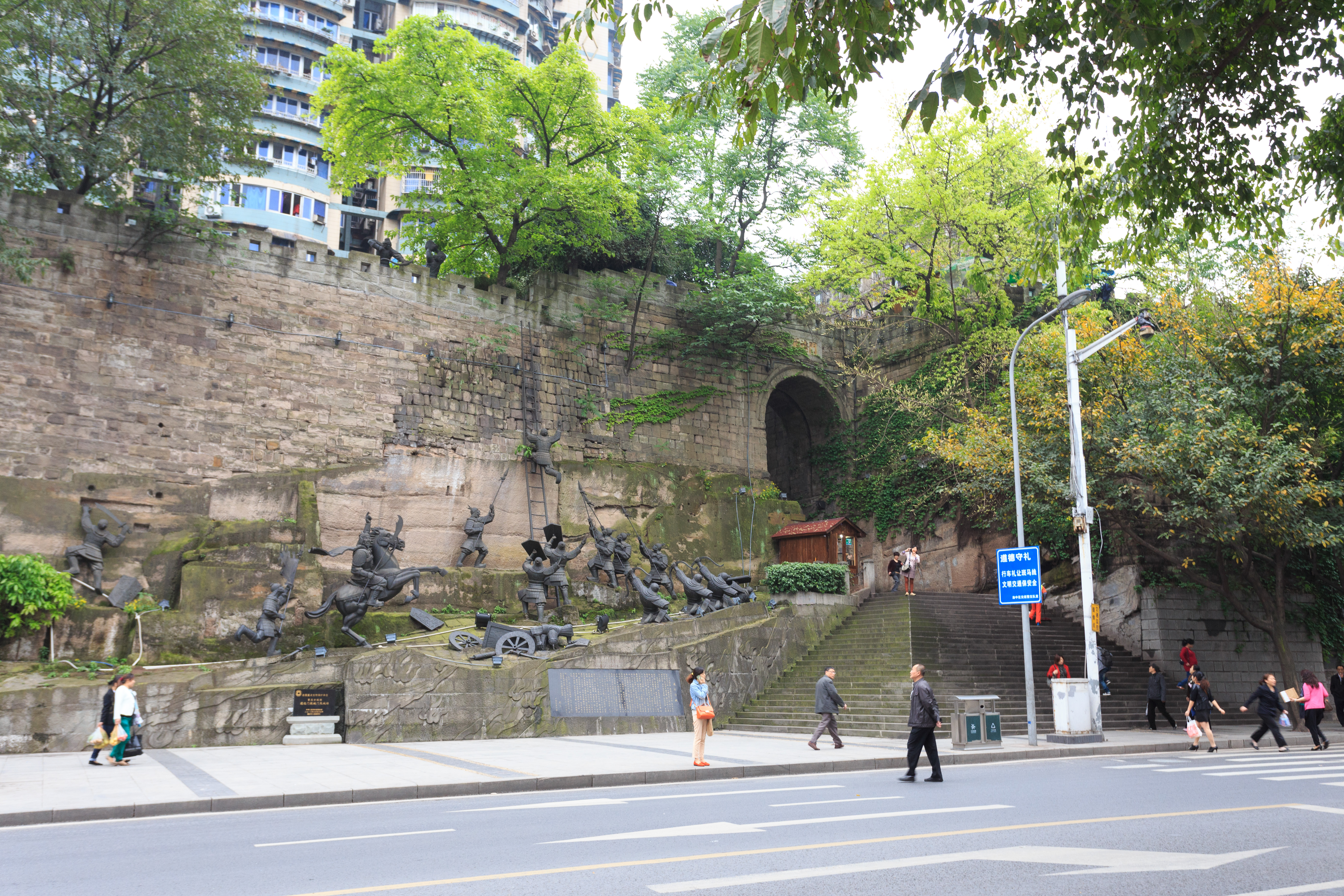
通远门现状
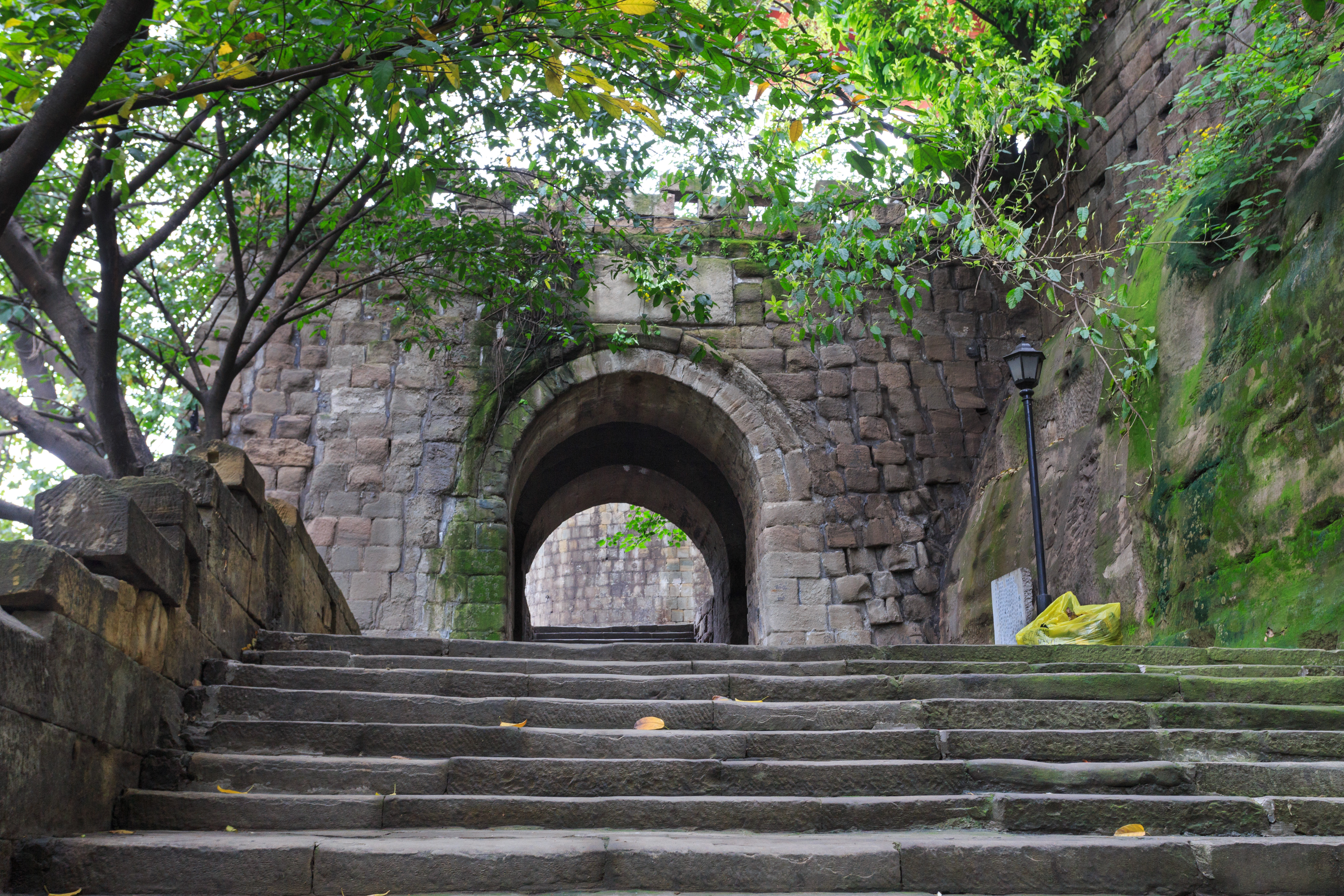
东水门现状
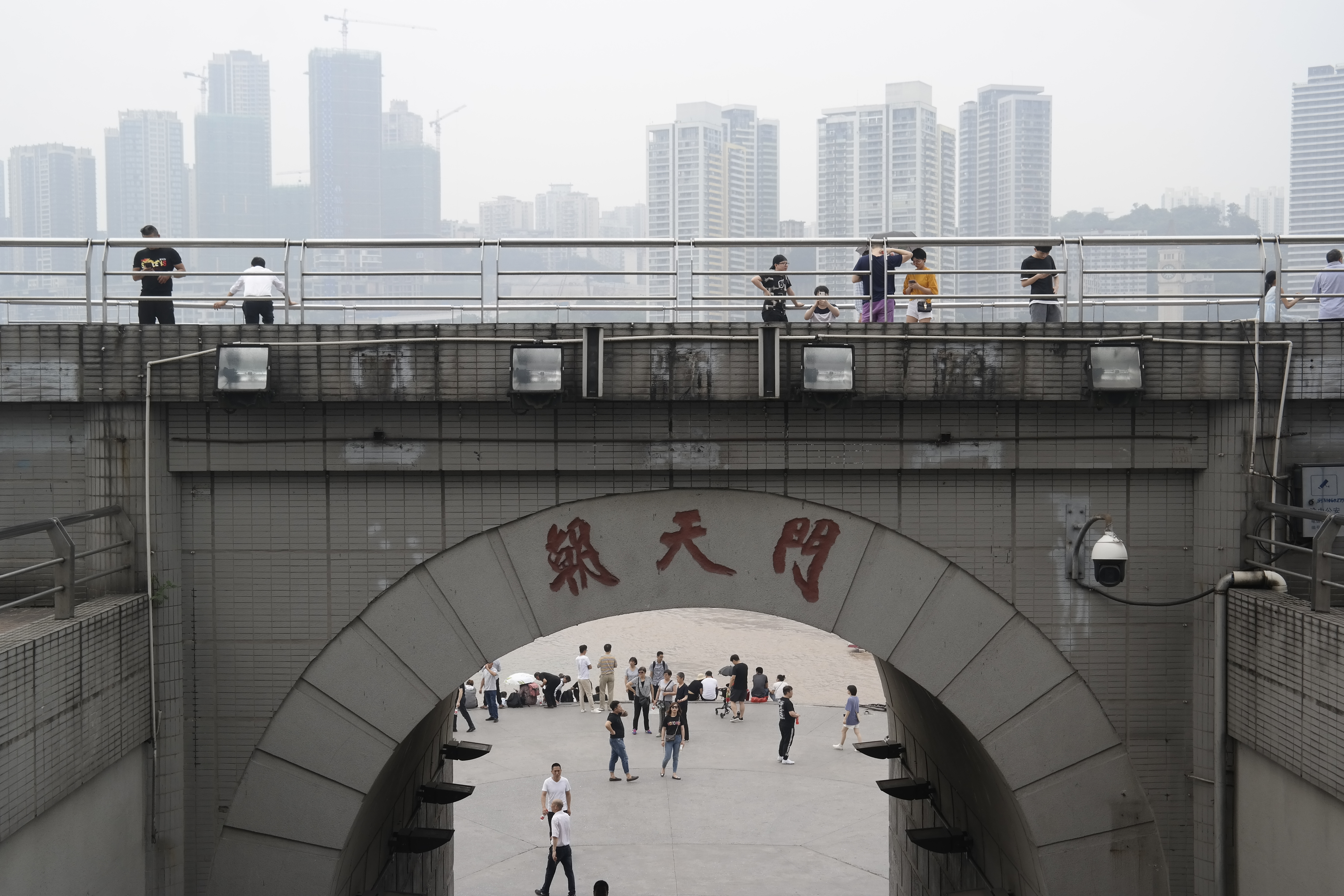
1998年修建的现代化的朝天门门洞，于2021年拆除

##### 闭门
建造时即只有城楼却没有城门的门，或者有城门的样子却被堵塞死了的门，间隔在开门之间（储奇、金紫门间隔近而除外）:35，一般封闭不通，只有在非常情况下才启开使用，故多不为人所知:115。此类门主要用于军事，坚固程度与城墙近似甚至更甚，当然也可能有如排水等特殊作用。有说法是重庆城最初无闭门，只有八门是专供脚夫挑水入城的门，后因城内火灾频发，官员认为开水门不克火星便将八门封闭。
- 翠微门：在朝天、东水门之间，正对蔡家湾[4]:35。
- 太安门：在东水、太平门之间的望龙门街[4]:35，靠近长江，城址位于望龙门缆车站的地基下。1927年《重庆商埠月刊》第7期记载其因为要筑石梯通道，开辟望龙门人和湾过江码头被拆除，但其是否还存于地下不明[25]；2015年1月19日曾有文物保护志愿者于望龙门巷的拆迁区域发现疑似太安门门洞，其顶与老城墙相连，但经鉴定应为防空洞[40]。
- 人和门：亦称“仁和门”[3]，在太平、储奇门之间，正对九道门南口，靠近长江[4]:35，名称寓意“天地人和”。明洪武初建，2012年1月储奇门至太平门片区拆迁时被发现，现存[2]。
- 凤凰门：在金紫、南纪门之间[4]:35，因附近凤凰台而得名，“凤凰台”得名于此处凤凰鸣石的传说[25]。明初建，其于1990年拆除，是已知被人为拆除的最后一个城门[2][9]。
- 金汤门：在南纪、通远门之间[4]:35，其名意指其坚固、难以攻破，门内有领事巷，1980年开始英国、法国、日本、美国、德国等国在此设馆[41]。
- 定远门：在通远、临江门之间[4]:35。明代建，1927年毁[2]。
- 洪崖门：在临江、千厮门之间，靠近嘉陵江，下方右侧有洪崖洞[4]:35。宋代建[2]，明末曾安有大炮，长3米，高2米，现藏于三峡博物馆[35][42]。
- 西水门：在千厮、朝天门之间，靠近嘉陵江，其可能因背对东水门而得名[4]:35。明代建，毁于民国[2]。

#### 民国新开城门
明十七城门外，民国时期重庆城墙亦曾开辟过一道“新城门”:749。1931年12月22日，千厮门蔡家湾一带再次突发一场大火，延烧1000多户，被烧死者多达200余人，调查时市民反映蔡家湾地区无城门，火封道路而伤亡惨重，后重庆大户绅粮集资捐款于在千厮门与洪崖门之间二郎庙、丁字口附近（今棉花街后）挖开城墙，筑门洞和城楼，但非正式城门建制，成为了明城墙十七门外的城门，彼时有人提议命名城门，但被反对说命名是封建，最终未命名，城门即名“新城门”，所在二郎庙街更名“新城门街”，20世纪50年代随蔡家湾缆车修建而拆毁:115，新城门街所在现为都市庭院小区，街道名因地形变更于2005年废除:376。

#### 讹传的城门
重庆还有一些带“门”的地名，如“九道门”“园光门”“望龙门”等，人们常误算其于城门之内，而将真门漏记:115。其中现时“望龙门”还流传较广，位于渝中下半城，此地实无城门，此地名一说源于传说，讲旧时此处有一溪入河，一年夏天，有小龙来此以身组成堤坝隔绝洪水，此处正东方的长江对岸有两块礁石倒映在水中，似一座龙门，小龙中秋望东思乡，故得名“望龙门”；一说是因在此可以隔江看见对岸龙门浩而得名，相当于望“龙门”。

#### 城门功用
重庆的城门旧时对应很多货物集散地，现时城门虽多被拆除，但如南纪门外卖蔬菜、金紫门外卖水果、临江门外卖蔗糖等现象被保留了下来:113，有民谣《重庆歌》记录城门用途如下：:19
朝天门，大码头，迎官接圣（开）。翠微门，挂彩缎，五色鲜明（闭）。千厮门，花包子，白雪如银（开）。洪崖门，广船开，杀鸡敬神（闭）。临江门，粪码头，肥田有本（开）。太安门，太平仓，积谷利民（闭）。通远门，锣鼓响，看埋死人（开）。金汤门，木棺材，大小齐整（开）。南纪门，菜蓝子，涌出涌进（开）。凤凰门，川道拐，牛羊成群（闭）。储奇门，药材帮（或作‘藥材行’），医治百病（开）。金紫门，恰对着，镇台衙门（开）。太平门，老鼓楼，时辰極准（开）。人和门（或作‘望龍門’），火炮响，总爷出巡（闭）。定远门，较场口，舞刀弄棍（闭）。西水門（或作‘福興門’、‘圓通寺’），溜跑马，快如腾云（闭）。东水门，有一个四方古井，正对着，真武山，鲤鱼跳龙门（开）。
此外城门常用来表示位置:31，至今许多街道仍以城门命名，有“某某门正街”（正对城门、几乎与城墙垂直的街道）、“行街”（与城门或城墙大体垂直或与正街并列）、“顺城街”（城门外沿城墙或本身在城墙上）、“横街”（城门内沿城墙）、“河街”（城门外沿长江、嘉陵江）、“码头”（城门外垂直于河）等说法，现时还有朝天门街道、南纪门街道等以城门命名区划。

## 当代城墙的发掘和现状

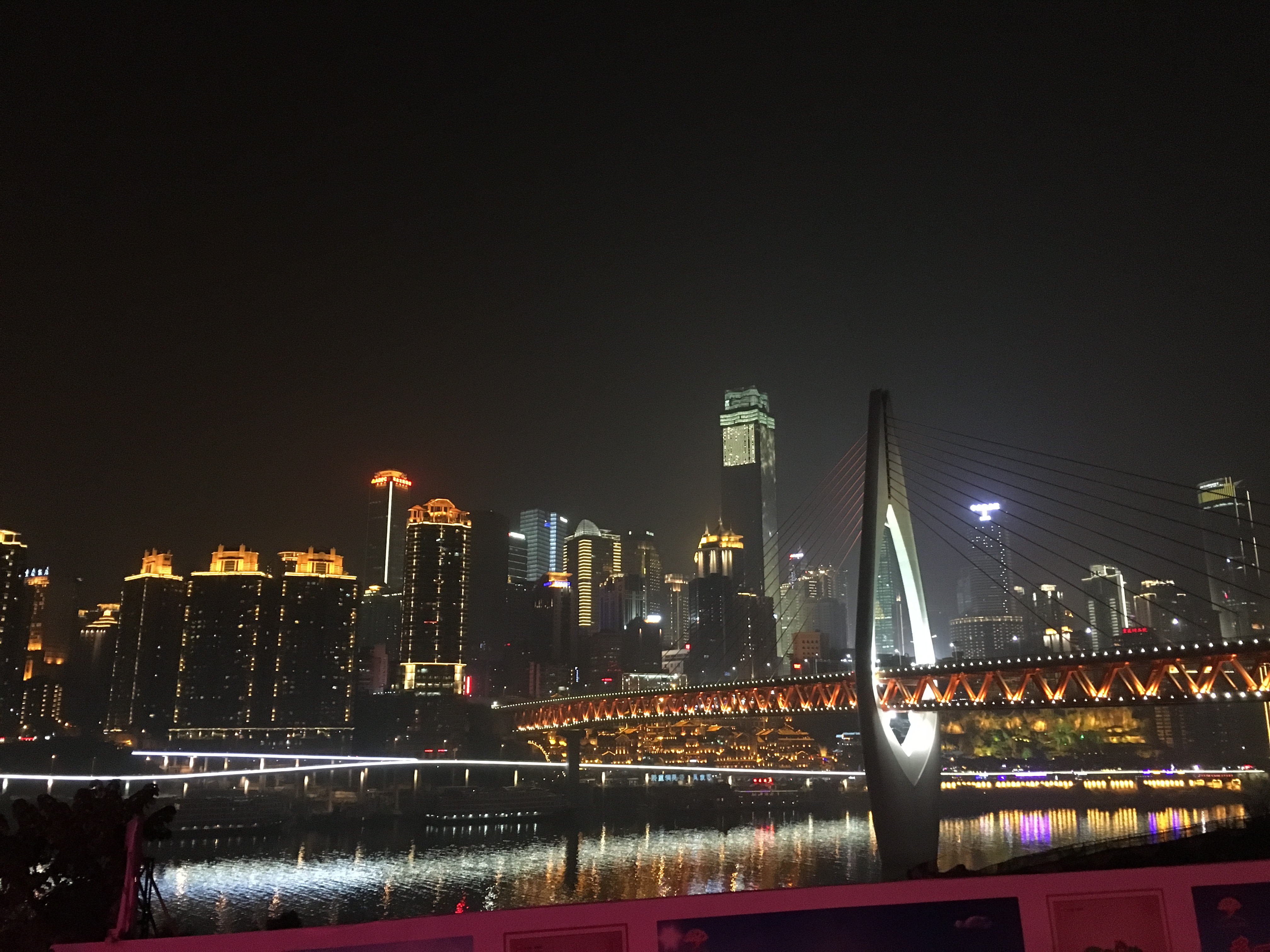
千厮门大桥，桥下嘉陵江滨江路在图中左侧分叉后，上层道路左起第二个桥墩处便是残存的千厮门城墙

### 城墙考察
1986年有调查资料表明市中区（今渝中区）仅存旧城墙6890米，其中有3200米成了许多单位或个人违章建筑的房屋基础，且城墙年久失修，风化严重，发现墙体移位、裂缝、变形、基础空虚等问题:115。
进入21世纪以后，随着2009年全国开展第三次文物普查，且渝中区下半城旧城改造项目推进顺利，部分城墙、城门重现于人们视线：2010年重庆市文化遗产研究院配合老鼓楼衙署遗址发掘而开展了太平门至储奇门段顺城街城墙及城门专项调查，2012年1月最先发现了闭门人和门；2013年7月12日渝中区下半城四方街挖出太平门瓮城城门，2014至15年重庆市文化遗产研究院对其进行主动发掘考察；2015年研究院与重庆市规划局展开专题调查并编制《重庆古城墙遗址考古调查勘探工作报告》，发现散布在堡坎、路基、房基的城墙17段共3167.6米（约有600米封存在房基或者堡坎内），其中是年6月发现首段南宋古城墙，位于朝天门和西水门之间，长140米；2017年研究院发掘考察千厮门城垣遗址，并于2017至18年发掘考察一字街遗址、雷家坡遗址，期间发现宋代夯土包石城墙等。

### 现状
重庆城墙现存开门3座（太平门、通远门、东水门）、闭门1座（人和门）；城墙4364米，为夯土甃石结构，主要分布于东水门至储奇门、南纪门至通远门一带，有宋至清代的多个墙段，其中太平门城墙由主城墙和瓮城墙两部分组成；另有炮台1座。
| 城门        | 城门        | 位置 （均位于渝中区）                                   | 保存情况                                                                                                 | 门洞宽 （米）                                | 高 （米）                                    | 深度 （米）                                  | 备注                                                                                         |
| ----------- | ----------- | ------------------------------------------------------- | --- | -------------------------------------------- | -------------------------------------------- | -------------------------------------------- | -------------------------------------------------------------------------------------------- |
| 开门        | 东水门      | 望龙门街道（现朝天门街道）湖广会馆社区东水门正街1号附近 | 现存有城台和门洞                                                                                         | 3.15－3.95                                   | 2.65－4.45                                   | 6.6                                          | 城门址由内、外两重城墙围合而成，形成类似于瓮城的空间格局                                     |
| 开门        | 太平门      | 望龙门街道四方街与白象街交汇处西南部                    | 仅存东墙、南墙和瓮城内东部地面，底部尚留有石阶道路、门臼、排水沟等附属设施                               | 4.4－4.6                                     | 5.7                                          | 6.3                                          |                                                                                              |
| 开门        | 通远门      | 七星岗街道金汤街社区中山一路、和平路、金汤街交汇处      | 瓮城已毁，现存主城门，且底部道路被破坏；2005年于此修筑公园                                               | 3.5                                          | 5.33                                         | 9.3                                          | 主城门形制较其他门特殊，为石构券顶闸版门                                                     |
| 闭门        | 人和门      | 望龙门街道邮政局巷41号西侧                              | 城门两侧墙体向外伸出形成城台，门洞内侧被封堵，内部结构不明                                               | 1.78                                         | 4.34                                         | 不明                                         |                                                                                              |
| 城墙墙段    | 城墙墙段    | 位置 （均位于渝中区）                                   | 保存情况                                                                                                 | 现存长度 （米）                              | 宽度 （米）                                  | 高度 （米）                                  | 备注                                                                                         |
| 翠微门城墙  | 翠微门城墙  | 朝东路中段东侧，南北向                                  | 较好，城墙顶部被道路堡坎叠压，底部被现代建筑物遮挡                                                       | 约120                                        | 未提及                                       | 6－7                                         |                                                                                              |
| 东水门城墙  | 东水门城墙  | 朝东路至长滨路芭蕉园                                    | 较好 | 约425                                        | 4－8.6                                       | 约2                                          | 以崖为城，城墙底部为高低不等的石壁。                                                         |
| 太安门城墙  | 太安门城墙  | 望龙门至白象街，S形                                     | 较好，南侧城墙多被道路、堡坎遮挡，局部有零星露明                                                         | 约464                                        | 约6                                          | 3.2－9                                       | 城墙外侧砌筑条石包边，内填夯土。                                                             |
| 太平门城墙  | 太平门城墙  | 四方街至邮政局巷沿线，东北西南向                        | 较好 | 约265（含瓮城，其中主城墙195）               | 6.3                                          | 外6.3－8.4 内3.3－6.4                        |                                                                                              |
| 人和门城墙  | 人和门城墙  | 长江滨江路139号至153号凯瑞大厦沿线                      | 较好 | 约281                                        | 未提及                                       | 3.2－7.5                                     | 贯通人和门两侧，随仁和湾地形走势而建；人和门以东约150米的城墙下部有石构拱形出水口            |
| 储奇门城墙  | 储奇门城墙  | 长江滨江路153号凯瑞大厦至储奇门行街大庆码头地段         | 较差，部分包石墙体垮塌后经过修补，多数被护坡封护而情况不明                                               | 约166                                        | 未提及                                       | 约5.8                                        |                                                                                              |
| 金紫门城墙  | 金紫门城墙  | 解放西路中段南侧                                        | 一般，被现代房屋割裂为东、西两段，东段叠压在解放西路小学西南部堡坎下，西段被江风雅居建筑群利用作围墙墙基 | 约130                                        | 未提及                                       | 外2.5－3.5                                   |                                                                                              |
| 凤凰门城墙  | 凤凰门城墙  | 解放西路西段南侧                                        | 多数被建筑遮挡，仅局部地段暴露在外                                                                       | 约243                                        | 未提及                                       | 外约3.2                                      |                                                                                              |
| 南纪门城墙  | 南纪门城墙  | 雷家坡至山城巷体心堂，东南西北向                        | 顶部被山城步道叠压，仅可见墙体外立面包边石                                                               | 约245                                        | 未提及                                       | 外0.5－3                                     | 砌筑于天然崖壁之上，崖壁上下最大高差约35米                                                   |
| 金汤门城墙  | 金汤门城墙  | 山城巷体心堂至鼓楼巷，东南西北向                        | 多数城墙暴露在外，打枪坝水厂外侧大部分城墙下部抹有一层灰浆封护，鼓楼巷少数城墙被挡墙加固                 | 约656                                        | 未提及                                       | 外0.3－6.5                                   | 墙体依崖壁走势开凿基槽而建，山崖最大高差约50米                                               |
| 通远门城墙  | 鼓楼巷段    | 鼓楼巷至通远门                                          | 唯一一段保存较为完整的城墙遗址，多数城墙裸露在外，部分被建筑叠压，外侧包边石保存较好                     | 约368                                        | 未提及                                       | 接近5                                        | 城墙据山体外缘走势而建                                                                       |
| 通远门城墙  | 通远门段    | 鼓楼巷至通远门                                          | 唯一一段保存较为完整的城墙遗址，多数城墙裸露在外，部分被建筑叠压，外侧包边石保存较好                     | 约368                                        | 9.4－10                                      | 外6－7.4 内6－8.4                            | 内外高差较小，平地起建，城墙由内、外包边墙和顶部道路组成；城墙下有20世纪40年代修建的和平隧道 |
| 定远门城墙  | 定远门城墙  | 民生路至民生巷，东北西南向                              | 多数露明，部分被建筑叠压，其中安乐洞段保存较好                                                           | 约309                                        | 未提及                                       | 3.1－5.2（安乐洞段）                         |                                                                                              |
| 临江门城墙  | 临江门城墙  | 临江路北侧，近东西向                                    | 仅局部暴露在外，大部分被民国时期修建的路基包裹                                                           | 约73                                         | 不明                                         | 外约4.8                                      | 为临江门内城墙西段                                                                           |
| 洪崖门城墙  | 洪崖门城墙  | 近洪崖洞，近东西向                                      | 未提及                                                                                                   | 约281                                        | 未提及                                       | 残存0.4－3.7                                 | 为洪崖门西侧城墙                                                                             |
| 千厮门城墙  | 主城墙      | 朝千路，北临嘉陵江，近西南东北向                        | 未提及                                                                                                   | 约66                                         | 未提及                                       | 外2.9－4.8                                   | 构筑于基岩上；西南端下部有石构长方形出水口                                                   |
| 千厮门城墙  | 瓮城墙      | 主城墙西南端                                            | 被高架桥墩叠压                                                                                           | 约23                                         | 未提及                                       | 残存约2.3                                    | 东端有90度转角，并与主城墙相接                                                               |
| 朝天门城墙  | 内重        | 朝千路至朝天门，北临嘉陵江                              | 被外城墙包裹，倾斜度约72度                                                                               | 未提及                                       | 顶5.15 基6.1                                 | 约3.3                                        |                                                                                              |
| 朝天门城墙  | 外重        | 距内城墙约1至4米不等，西南东北向                        | 顶部仍存有女墙和铺石道路                                                                                 | 约218                                        | 未提及                                       | 约10                                         | 将山体包裹在城墙内，墙体直抵山脚                                                             |
| 炮台        | 炮台        | 位置                                                    | 概况 | 概况                                         | 概况                                         | 概况                                         | 概况                                                                                         |
| 清代炮台1座 | 清代炮台1座 | 渝中区通远门巴郡坊西北部城墙外侧                        | 边长6米，高4.8米，可能为拱卫通远门的炮台遗迹                                                             | 边长6米，高4.8米，可能为拱卫通远门的炮台遗迹 | 边长6米，高4.8米，可能为拱卫通远门的炮台遗迹 | 边长6米，高4.8米，可能为拱卫通远门的炮台遗迹 | 边长6米，高4.8米，可能为拱卫通远门的炮台遗迹                                                 |

## 城墙保护与利用

### 文物保护单位
1987年1月23日重庆市人民政府办公厅将东水门和通远门城墙列入四川省重庆市级重庆市文物保护单位初定名单:115，1992年3月19日被正式列为重庆市文物保护单位；重庆市直辖后，2000年二者再次被分别列为省级重庆市文物保护单位，2013年3月5日二者作为重庆古城墙的一部分列入中国第七批全国重点文物保护单位。2019年保存较为完好的太平门至人和门段城垣也被列入重庆市文物保护单位。
东水门、通远门及城墙的保护范围和建设控制地带在2019年更新后，现为：
- 通远门古城墙：保护范围东北至城墙东侧边界外扩5米，南至城墙公园边界和妇幼保健院围墙，西至城墙西侧边界外扩5－10米，北至城墙北侧边界外扩5－10米；建设控制地带东至城墙公园东侧人行道路沿石，南至区幼儿园、妇幼保健院建筑外墙，西至金汤街人行道路沿石，北至兴隆街人行道路沿石、中山一路道路中心线。
- 东水门古城墙：保护范围东至长江滨江路西面人行道（含整段城墙），南至石灰仓（含23号客栈），西至解放东路第一小学和陕西路幼儿园围墙（含胡子昂旧居），北至海客瀛洲居住小区与东水门城墙间巷道；建设控制地带东至保护范围东界向东外扩15米，南至望龙门缆车道西侧围墙，西至解放东路东面人行道及朝东路边沿，北至海客瀛洲高层建筑外墙。

太平门至人和门段城垣的建设控制地带随于明清城墙遗址传统风貌区划定，保护范围：
- 太平门城门及城墙、相关地下遗址：保护范围以西、北以地下遗址范围线及城墙边界外9米为界；东南以现状高层建筑外墙为界。
- 人和门城门及城墙：以城墙外9米为界。

### 通远门城墙遗址公园
位于渝中区金汤街，占地7368平方米，为2004年渝中区重点建设项目，由区人民政府投资8600万元人民币，于2004年4月1日开工，建设时要求“修旧如旧”，次年2月6日建成开园，公园由广场、城墙、雕塑组成，并新修了城楼、鼓楼巷等古体建筑:570。

### 重庆古城墙遗址传统风貌带
1986年12月8日国务院既批准重庆定为“历史文化名城”:115，2014年3月重庆市启动《重庆市历史文化名城保护规划》编制并于当年12月通过，其中要求保护九开八闭十七门的城门格局及城墙系统、保护和控制总长约8860米的城门城墙遗址带等，重庆古城墙遗址传统风貌带现已列入市传统风貌区之一进行保护，包含长15公里环城步道，其中定远门－临江门段（长960米）、南纪门－金汤门－通远门段（长1858米）为示范段，于2017年11月进场施工，已建成。